# Vissenaeken-Saint-Martin
Vissenaeken-Saint-Martin (en néerlandais : Sint-Martens-Vissenaken), est un village situé dans la province belge du Brabant flamand. Avec Vissenaeken-Saint-Pierre, il forme la section de Vissenaeken dans la ville de Tirlemont. Le centre de Saint-Martin est situé à un kilomètre à l'est de celui de Saint-Pierre. 

## Histoire
La carte de Ferraris des années 1770 montre le village comme St. Mertens Vissenaecken. À la fin de l'ancien régime, il devient une commune, mais elle fut supprimée en 1825 et unie à Vissenaeken-Saint-Pierre dans la nouvelle commune de Vissenaeken.

## Visite touristique
- Église Saint-Martin